# Ákra Iraíon
Ákra Iraíon är en udde i Grekland.   Den ligger i regionen Peloponnesos, i den sydöstra delen av landet, 80 km väster om huvudstaden Aten.
Terrängen inåt land är platt söderut, men österut är den kuperad. Havet är nära Ákra Iraíon västerut. Runt Ákra Iraíon är det tätbefolkat, med 331 invånare per kvadratkilometer. Närmaste större samhälle är Korinth, 13,6 km sydost om Ákra Iraíon. 